# Medijana
Medijana (en serbe cyrillique : Медијана) est une municipalité de Serbie située dans le district de Nišava. Au recensement de 2011, elle comptait 88 010 habitants.
Medijana englobe la partie la plus ancienne de la ville de Niš. La municipalité a été créée en 2004.

## Quartiers

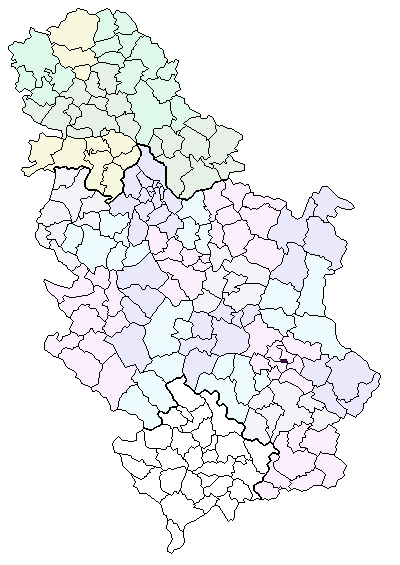
Localisation de la municipalité de Medijana en Serbie

La Municipalité de Medijana est constituée de plusieurs communautés locales :
- Medijana
- Ćele kula
- Božidar Adžija
- Mija Stanimirović
- Filip Kljajić
- Braće Tasković
- Čair
- Obilićev venac
- Duško Radović

## Localités de la municipalité de Medijana
Outre une partie de la ville de Niš, la municipalité de Medijana comprend la localité de Brzi Brod.

## Démographie
| 2002   | 2011   |
| ------ | ------ |
| 87 405 | 88 010 |

## Politique
À la suite des élections locales serbes de 2008, les 27 sièges de l'assemblée municipale de Medijana se répartissaient de la manière suivante :
| Parti                                                                         | Sièges |
| ----------------------------------------------------------------------------- | ------ |
| Parti démocratique                                                            | 12     |
| Parti radical serbe                                                           | 7      |
| Parti démocratique de Serbie - Nouvelle Serbie                                | 2      |
| G17 Plus                                                                      | 2      |
| Parti libéral démocrate                                                       | 2      |
| Parti socialiste de Serbie - Parti des retraités unis de Serbie - Serbie unie | 2      |

Dragoslav Ćirković, membre du Parti démocratique (DS) du président Boris Tadić, a été élu président (maire) de la municipalité ; il conduisait la liste Pour une Serbie européenne, constituée du DS et du parti G17 Plus.